# Jennifer Nogueras
Jennifer Nogueras (* 1. August 1991 in San Juan) ist eine puerto-ricanische Volleyballspielerin.

## Karriere
Nogueras spielte in ihrer Jugend bei Criollas de Caguas. Von 2009 bis 2014 war sie bei den Washington Huskies aktiv. Mit der puerto-ricanischen Nationalmannschaft erreichte Nogueras beim Panamerican Cup 2014 Platz drei. Danach kehrte sie zurück zu Criollas de Caguas und wurde dreimal in Folge puerto-ricanische Meisterin. 2017/18 spielte die Zuspielerin in Polen bei UNI Opole und 2018/19 in Finnland bei Pölkky Kuusamo. Bei den puerto-ricanischen Play-Offs 2019 war Nogueras erneut bei Criollas de Caguas aktiv und gewann zum vierten Mal die nationale Meisterschaft. Danach spielte sie beim griechischen Verein AO Thiras Santorini. 2020 wechselte sie nach Ungarn zu Vasas Óbuda Budapest. Im Januar 2021 wurde sie vom deutschen Bundesligisten SC Potsdam verpflichtet.